# Циганка (заказник)
Циганка — ботанічний заказник місцевого значення. Об'єкт розташований на території Олевського району Житомирської області, ДП «Олевське ЛГ» , Журжевицьке лісництво, кв. 9, вид. 2, 6—8; кв.12, вид. 2—4, 6—8, 12—13; кв.15, вид. 3, 4, 18, 21; кв.16, вид. 1—4; кв.17, вид. 1, 2, 5—7.
Площа — 345 га, статус отриманий у 1979 році.